# Giovanni Carboni
Giovanni Carboni (Fano, província de Pesaro i Urbino, 31 d'agost de 1995) és un ciclista italià, professional des del 2014. El 2018 fitxà pel Bardiani CSF. Actualment corre a l'equip JCL Ukyo. En el seu palmarès destaca la Volta al Japó del 2024.

## Palmarès
- 2017
  - 1r a l'Astico-Brenta
  - 1r al Trofeu Mario Zanchi
  - Vencedor d'una etapa al Giro de la Vall d'Aosta
- 2022
  - Vencedor d'una etapa a l'Adriatica Ionica Race
- 2024
  - 1r a la Volta al Japó i vencedor de 2 etapes
  - Vencedor d'una etapa a la Volta a Bulgària

### Resultats al Giro d'Itàlia
- 2019. 57è de la classificació general
- 2020. 82è de la classificació general
- 2021. 35è de la classificació general